# Júlio Dantas

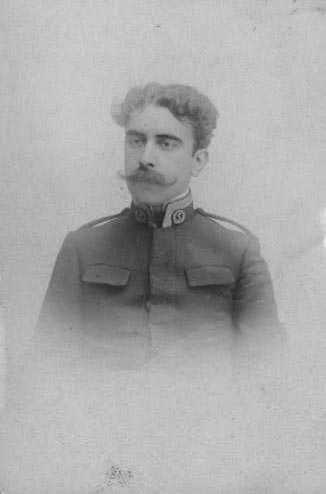
Júlio Dantas

Júlio Dantas (* 19. Mai 1876 in Lagos; † 25. Mai 1962 in Lissabon) war ein portugiesischer Schriftsteller, Arzt, Politiker, Lyriker sowie Gelehrter, der zu den bedeutendsten portugiesischen Dramatikern am Fin de siècle gehörte und als bedeutendster Dramatiker Portugals im 20. Jahrhundert gilt.

## Leben
Julio Dantas war Sohn von Casimiro Augusto Vanez Dantas, der selbst Schriftsteller und Journalist war, und Maria Augusta da Eca. Er studierte zunächst am Colegio Militar in Lissabon und wechselte dann zur dortigen medizinischen Fakultät der Universität, mit dem Schwerpunkt auf Chirurgie. 1900 machte er sein medizinisches Examen. Er war einige Zeit als Militärarzt und später auch als Psychiater tätig. Als Diplomat vertrat er Portugal von 1941 bis 1949 als Botschafter in Brasilien. Seine erste literarische Veröffentlichung als eigenständiges Buch war das Gedichtbändchen Nada, 1896. Es folgten zahlreiche Artikel in bedeutenden Zeitschriften des Landes, so in Novidades, Renascenca. Während seiner Zeit in Brasilien schrieb er auch für die brasilianische Zeitung Correo da Manha und die argentinische Zeitung La Nacion, der er aus Brasilien regelmäßig Artikel zusandte. Er war gut 25 Jahre – von 1922 bis 1947 – Präsident der Akademie der Wissenschaften von Lissabon.
Dantas war auch politisch aktiv und mehrfach Außenminister seines Landes, so vom 21. Oktober 1920 bis 20. November 1920, vom 16. Dezember 1921 bis 6. Februar 1922 und vom 15. November bis 18. Dezember 1923, sowie für kurze Zeit auch Schul- bzw. Bildungsminister. Erst 1942 heiratete er Maria Isabel Silva.
1915 wurde er Opfer des berühmten Manifestes Anti-Dantas von José Sobral de Almada Negreiros, in dem dieser dem Schriftsteller reaktionäre und konservative Meinungen unterstellt und für eine Erneuerung der portugiesischen Kultur durch seine Generation eintrat.
Julio Dantas war einer der bedeutendsten und am meisten gespielten portugiesischen Dramatiker seiner Zeit. Sein Drama A Severa verkaufte sich mehr als 200.000 Mal in Portugal und ist damit bis heute das am meisten verkaufte Theaterstück der portugiesischen Literaturgeschichte. 1931 wurde es als A Severa verfilmt, als erster Tonfilm des Portugiesischen Kinos.
Sein Werk Nachtmahl der Kardinäle machte ihn weltbekannt, Verfilmungen nicht nur in Portugal, sondern auch in Dänemark oder Mexiko sowie Aufführungen an Theatern rund um den Globus ließen ihn zu einem bedeutenden Gesicht der Kultur Portugals im Ausland werden. Das Buch wurde in 20 Sprachen übersetzt.
Sein Theaterstück Os crucificados (Die Gekreuzigten), 1902, war das erste Theaterstück in Portugal, das offen das Thema Homosexualität ansprach. Anders als António Botto oder Raul Leal erlitt der Autor aber keine Repressalien, da er zu bekannt war im Kultur- und Politikleben des Landes und eigentlich als heterosexueller Autor wahrgenommen wurde.
Für den Stummfilm Frei Bonifacio schrieb er 1918 das Drehbuch.

## Werke (Auswahl)
- Nada, 1896, Gedichte.
- O que morreu de Amor (Der Tod der Liebe), Theaterstück, 1899.
- Viriato Tragico, Theaterstück, 1900.
- A Severa, Theaterstück, 1901.
- A Ceia dos Cardeais („Nachtmahl der Kardinäle“), Theaterstück, 1902. Welterfolg, zahlreiche Verfilmungen und Aufführungen weltweit.
- Os cruzificados (Die Gekreuzigten), Theaterstück, 1902.
- Soror Mariana, Theaterstück, 1909.
- Sonetos, 1916, Gedichte.
- Frei Antonio das Chagas, Theaterstück, 1947.